# جامعة وهران 1 -أحمد بن بلة
جامعة وهران أو جامعة السانية هي جامعة تقع في غرب الجزائر في ولاية وهران، تم إنشاؤها أول مرة في نوفمبر 1961 حيث كانت ملحقة بجامعة الجزائر، وفي 13 أفريل 1965 تحولت إلى مركز جامعي، وفي 20 ديسمبر 1967 حولت رسميا إلى جامعة، وهي أول جامعة يتم إنشاؤها بعد استقلال الجزائر.
تعتبر جامعة وهران من أهم وأكبر الجامعات في الجزائر، يتخرج منها سنويا آلاف الطلبة في جميع الاختصاصات من كل أنحاء الجزائر ومن الدول العربية والأجنبية أيضاً، كما تساهم في التأطير العلمي والبيداغوجي للعديد من الجامعات والمراكز الجامعية بغرب الجزائر.

## مجمعات الجامعة
تنتشر مجمعات جامعة وهران عبر 12 مجمع متوزعة في بلديتي السانية ووهران أهمها:
- المجمع المركزي الذي يقع في بلدية السانية بجوار الطريق الذي يؤدي إلى مطار وهران وبه كليات «الحقوق، الآداب، العلوم الاجتماعية وكلية العلوم»
- مجمع «معهد البترول سابقا» الذي يقابل المجمع المركزي، وبه إدارة الجامعة ومعهد الصيانة والأمن الصناعي.
- مجمع «الدكتور سليم مراد طاب» الذي يقع ببلدية السانية أيضا بجوار طريق «السانية وهران»

## الكليات والمعاهد

### الكليات
كلية الحقوق والعلوم السياسية والعلاقات الدولية
- عمادة الكلية.
- قسم القانون العام.
- قسم القانون الخاص.
- قسم العلوم السياسية والعلاقات الدولية.
- مخابر البحث

كلية الآداب واللغات والفنون:
- عمادة الكلية.
- قسم اللغة العربية وآدابها.
- قسم النقد الأدبي والمسرحي.
- قسم الترجمة.
- قسم اللغات الأنجلوسكسونية (إنجليزية، ألمانية)، الروسية.
- قسم اللغات اللالاتينية (الأسبانية، الفرنسية).
- مخابر البحث.

كلية العلوم الاجتماعية:
- عمادة الكلية.
- قسم الفلسفة.
- قسم علم الاجتماع.
- قسم علم النفس وعلوم التربية
- قسم الديموغرافيا
- مخابر البحث.

كلية العلوم:
- قسم البيولوجيا.
- قسم الرياضيات.
- قسم الفيزياء.
- مخابر البحث.
- عمادة الكلية.
- قسم الكيمياء.
- قسم المعلوماتية.
- قسم البيوتكنولوجيا

كلية العلوم الاقتصادية والتجارية وعلوم التسيير
- قسم العلوم التجارية.
- قسم العلوم الاقتصادية.
- قسم علوم التسيير
- عمادة كلية
- الجذع المشترك للعلوم الدقيقة، الإعلام الآلي والتكنولوجيا.

كلية علوم الأرض، الجغرافيا والتهيئة العمرانية
- عمادة الكلية
- قسم الجغرافيا والتهيئة العمرانية.
- قسم الجيولوجيا.

	كلية الطب
- عمادة الكلية
- قسم الطب.
- قسم جراحة الأسنان.
- قسم الصيدلة.

 كلية العلوم الإنسانية والحضارة الإسلامية.
- قسم العلوم الإسلامية.
- قسم التاريخ والحضارة الإسلامية
- عمادة الكلية
- قسم علم المكتبات
- قسم علوم الإعلام والاتصال
- قسم التاريخ

### المعاهد
معهد الصيانة والأمن الصناعي (معهد وطني)

## إتفاقيات الجامعة
حسب سنة 2005
جامعات عربية
- جامعة سبها (ليبيا).
- المدرسة العليا للتعليم (موريتانيا).
- جامعة دمشق (سوريا).
- جامعة القاهرة (مصر).
- جامعة القاضي عياض (المغرب).

جامعات أجنبية وإفريقية
- جامعة برشلونة، الجامعة الدولية الأندلسية، جامعة كاستيلا، جامعة ألكالا، جامعة سفيلي (مملكة إسبانيا).
- جامعة جمبلوكس (بلجيكا).
- المعهد الأمريكي للدراسات المغاربية، جامعة ميشيغان (الولايات المتحدة الأمريكية).
- جامعة ميلانو (إيطاليا).
- تكنكوم بريتوريا (جمهورية جنوب إفريقيا).
- جامعة غرنوبل، جامعة رامس، جامعة نانت، جامعة نانس 2، جامعة ليل 2، جامعة تولوز 3، جامعة بوردو 4، معهد الدراسات السياسية ليون (الجمهورية الفرنسية).

مؤسسات وطنية
ترتبط جامعة وهران بالعديد من الاتفاقيات مع المؤسسات الوطنية كمؤسسة سوناطراك ومؤسسة أسميدال، ومعهد المواصلات السلكية واللاسلكية... وغيرها.